# Compensation en droit civil belge
La compensation désigne la situation dans laquelle les parties d'une obligation sont débitrices l'une envers l'autre. La compensation s'opère entre les dettes des deux parties, et éteint ces dettes à concurrence de leur montant respectif.

## Définition
La compensation est un mode d'extinction des obligations. Elle consiste en l'extinction, à certaines conditions et à concurrence de la plus faible, des dettes réciproques existant entre deux personnes, respectivement créancières l'une de l'autre. Elle peut avoir lieu quelle que soit la cause de chacune des dettes.
Les deux dettes se contrebalancent. Chaque créancier est payé avec ce qu'il doit lui-même. La compensation équivaut ainsi à un double paiement qui s'opère sans déplacement de valeurs : on peut dire que c'est un "double paiement abrégé".
Ce mode spécial d'extinction des obligations suppose, par définition même, deux obligations existant en sens inverse entre les mêmes personnes, c'est-à-dire que le créancier de l'une soit le débiteur personnel de l'autre. Ainsi, il ne peut être question de compensation lorsqu'une personne est débitrice du tuteur et créancière du pupille ou lorsque le créancier d'une société dotée de la personnalité juridique est débiteur de l'un de ses associés.

## Utilité
En évitant un double déplacement des valeurs, la compensation constitue une facilité au niveau économique. Elle joue un rôle très important dans les relations d'affaires. Elle constitue parfois également l'équivalent d'une garantie au profit d'un créancier.
Le Code civil écarte la compensation lorsqu'elle aurait pour résultat de porter atteinte à des droits acquis par des tiers. Notamment, la compensation est proscrite à partir du moment où l'un des intéressés tombe en état de faillite, l'institution de la faillite ayant pour but de faire régner la plus stricte égalité entre les créanciers.

## Types de compensation

### Compensation légale
« La compensation s'opère de plein droit par la seule force de la loi, même à l'insu des débiteurs ; les deux dettes s'éteignent réciproquement, à l'instant où elles se trouvent exister à la fois, jusqu'à concurrence de leurs quotités respectives. »

— Article 1290 du Code civil.
La compensation légale s'opère de plein droit, on entend par là que dès le moment même de la coexistence des deux dettes réunissant les conditions requises, ces deux dettes s'éteignent de manière automatique à concurrence de la plus faible sans nulle intervention du juge ou de la volonté des parties.
On peut néanmoins, par une convention expresse ou tacite, renoncer d'avance ou a posteriori au droit de s'en prévaloir.
Pour que la compensation légale puisse opérer, il faut :
- que les deux dettes aient pour objets des choses fongibles entre elles, qu'elles soient liquides, exigibles et saisissables;
- qu'aucune d'elles ne soit du nombre de celles que la loi a exceptés de la  règle de la compensation légale[2];
- que la compensation ne porte pas préjdice à des droits acquis à des tiers[3].

### Compensation conventionnelle
La compensation conventionnelle s'opère par la volonté expresse ou tacite des parties lorsque l'absence d'une des conditions prescrites empêche la compensation légale. Ainsi, lorsque les objets de dettes ne sont pas fongibles, lorsque l'une des dettes n'est pas liquide ou exigible ou résulte d'un dépôt, etc., les parties sont libres d'écarter tel ou tel de ces obstacles et de convenir que la dette de l'un se compensera avec celle de l'autre.
La volonté d'une seule des parties peut suffire lorsque la condition qui fait défaut est établie dans son seul intérêt. Par exemple, l'un des créanciers-débiteurs peut renoncer au bénéfice du terme établi dans son seul intérêt. On parle, dans ce cas, de "compensation facultative".
La volonté des intéressés d'admettre la compensation ne rencontre d'autre limite que l'ordre public. Ainsi la compensation conventionnelle ne peut avoir lieu si l'une des créances est insaisissable et incessible.
L'article 1298 du Code civil qui stipule que la compensation n'a pas lieu au préjudice des droits acquis à un tiers, est également applicable à la compensation conventionnelle. La compensation ne peut dès lors plus être conclue après une saisie ou après la survenance d'une situation de concours. En vertu de l'article 17, 2°, de la loi du 8 août 1997 sur les faillites, la compensation ne peut même être convenue pendant la période suspecte précédant la faillite.